# Saint-Nicolas-des-Bois (Orne)
Pour les articles homonymes, voir Saint-Nicolas-des-Bois.
Saint-Nicolas-des-Bois est une commune française, située dans le département de l'Orne en région Normandie, peuplée de 284 habitants.

## Géographie
Couvrant 2 526 hectares, le territoire de Saint-Nicolas-des-Bois est le plus étendu du canton d'Alençon-1.
| Fontenai-les-Louvets                            | Fontenai-les-Louvets   | Le Bouillon (par un angle), Radon |
| Livaie                                          | Saint-Nicolas-des-Bois | Radon                             |
| Saint-Denis-sur-Sarthon (par un angle), Cuissai | Colombiers             | Radon, Colombiers                 |

### Communications et transport urbain
La commune de Saint-Nicolas-des-Bois est desservie par le réseau de bus Alto. Ce réseau fait partie des Transports urbains de la communauté urbaine d'Alençon. Saint-Nicolas-des-Bois fait partie des lignes Iténéo 5, Iténéo Access, Domino 6 (Primaires) et 9.

### Hydrographie
La commune est située dans le bassin Loire-Bretagne. Elle est drainée par la Briante, le Roche Elie, le Cuissai, la Fontaine Fouée, le ruisseau de Cuissai, le Velluet et les Boulay,.
La Briante, d'une longueur de 17 km, prend sa source dans la commune du Bouillon et se jette  dans la Sarthe à Alençon, après avoir traversé six communes. 
Le Roche Élie, d'une longueur de 10 km, prend sa source dans la commune de L'Orée-d'Écouves, dans la forêt d'Écouves, et se jette  dans le Sarthon dans le sud de la commune, après avoir longé sur une petite longueur Saint-Nicolas-des-Bois. 

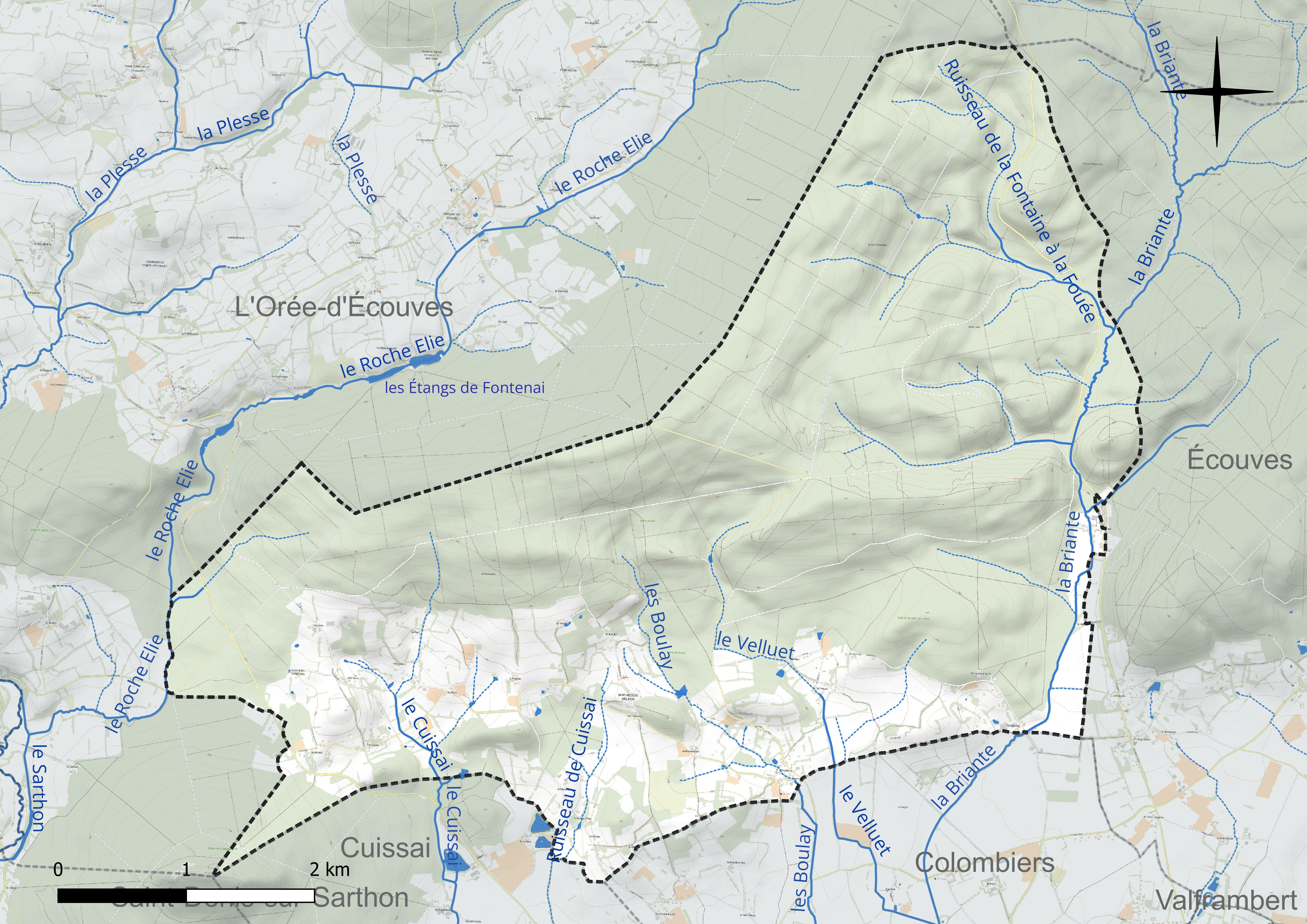
Réseau hydrographique de Saint-Nicolas-des-Bois.

### Climat
Pour des articles plus généraux, voir Climat de la Normandie et Climat de l'Orne.
En 2010, le climat de la commune est de type climat océanique dégradé des plaines du Centre et du Nord, selon une étude du CNRS s'appuyant sur une série de données couvrant la période 1971-2000. En 2020, Météo-France publie une typologie des climats de la France métropolitaine dans laquelle la commune est dans une zone de transition entre le climat océanique et le climat océanique altéré et est dans la région climatique Normandie (Cotentin, Orne), caractérisée par une pluviométrie relativement élevée (850 mm/a) et un été frais (15,5 °C) et venté. Parallèlement le GIEC normand, un groupe régional d’experts sur le climat, différencie quant à lui, dans une étude de 2020, trois grands types de climats pour la région Normandie, nuancés à une échelle plus fine par les facteurs géographiques locaux. La commune est, selon ce zonage, exposée à un « climat des plateaux abrités », se caractérisant par une pluviométrie et des contraintes thermiques modérées mais aussi, par effet de continentalité, des températures plus contrastées qu'au nord dans la plaine de Caen, avec communément 10 à 15 jours par an de plus de froid en hiver et de chaleur en été.
Pour la période 1971-2000, la température annuelle moyenne est de 10,3 °C, avec une amplitude thermique annuelle de 14,2 °C. Le cumul annuel moyen de précipitations est de 796 mm, avec 12,5 jours de précipitations en janvier et 7,6 jours en juillet. Pour la période 1991-2020, la température moyenne annuelle observée sur la station météorologique la plus proche, située sur la commune d'Alençon à 9 km à vol d'oiseau, est de 11,3 °C et le cumul annuel moyen de précipitations est de 743,7 mm,. Pour l'avenir, les paramètres climatiques de la commune estimés pour 2050 selon différents scénarios d’émission de gaz à effet de serre sont consultables sur un site dédié publié par Météo-France en novembre 2022.

## Urbanisme

### Typologie
Au 1er janvier 2024, Saint-Nicolas-des-Bois est catégorisée commune rurale à habitat très dispersé, selon la nouvelle grille communale de densité à sept niveaux définie par l'Insee en 2022.
Elle est située hors unité urbaine. Par ailleurs la commune fait partie de l'aire d'attraction d'Alençon, dont elle est une commune de la couronne,. Cette aire, qui regroupe 89 communes, est catégorisée dans les aires de 50 000 à moins de 200 000 habitants,.

### Occupation des sols
L'occupation des sols de la commune, telle qu'elle ressort de la base de données européenne d’occupation biophysique des sols Corine Land Cover (CLC), est marquée par l'importance des forêts et milieux semi-naturels (73,6 % en 2018), une proportion identique à celle de 1990 (73,6 %). La répartition détaillée en 2018 est la suivante : 
forêts (72,5 %), prairies (18,7 %), terres arables (6,6 %), zones agricoles hétérogènes (1,1 %), milieux à végétation arbustive et/ou herbacée (1,1 %). L'évolution de l’occupation des sols de la commune et de ses infrastructures peut être observée sur les différentes représentations cartographiques du territoire : la carte de Cassini (XVIIIe siècle), la carte d'état-major (1820-1866) et les cartes ou photos aériennes de l'IGN pour la période actuelle (1950 à aujourd'hui).

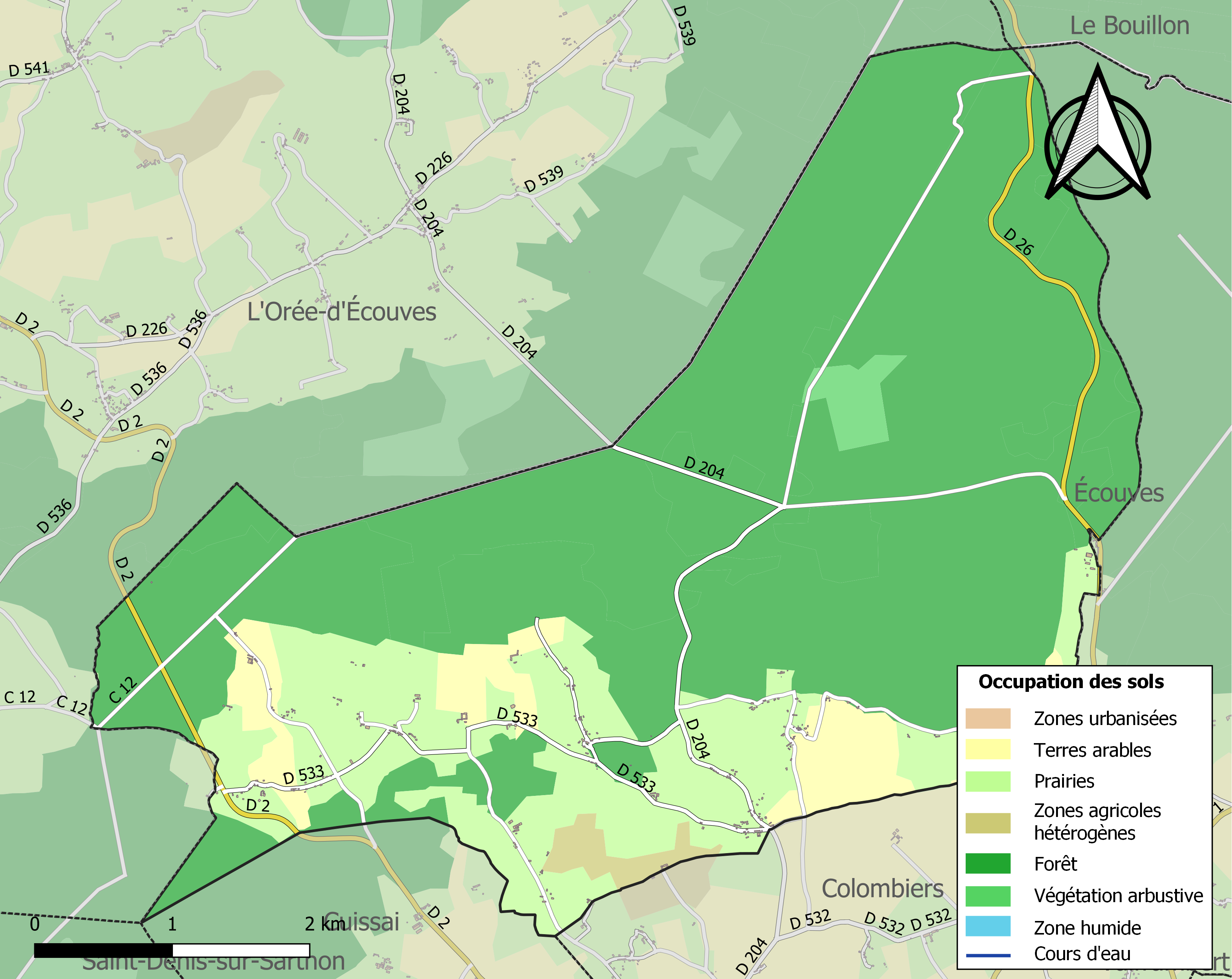
Carte des infrastructures et de l'occupation des sols de la commune en 2018 (CLC).

## Toponymie
Le nom de la paroisse est attesté sous la forme Sanctus Nicolaus avant 1094, Bellevue-la-Montagne en 1789, Saint Nicolas en 1793, Saint-Nicolas en 1801.
Le territoire de la commune est au trois quarts couvert par la forêt d'Écouves.
Au cours de la période révolutionnaire de la Convention nationale (1792-1795), la commune a porté le nom de Bellevue-la-Montagne.

## Histoire
En 1821, Saint-Nicolas-des-Bois (364 habitants en 1821) absorbe Le Froust (195 habitants),.

## Politique et administration
| Période                                  | Période      | Identité         | Étiquette | Qualité                  |
| ---------------------------------------- | ------------ | ---------------- | --------- | ------------------------ |
| mars 1977                                | octobre 1997 | Robert Bellenger |           |                          |
| octobre 1997                             | mars 2008    | Gérard Legot     |           | Technicien supérieur DDE |
| mars 2008                                | En cours     | Gérard Lemoine   | SE        | Employé d'imprimerie     |
| Les données manquantes sont à compléter. |              |                  |           |                          |

Le conseil municipal est composé de onze membres dont le maire et trois adjoints.

## Démographie
L'évolution du nombre d'habitants est connue à travers les recensements de la population effectués dans la commune depuis 1793. Pour les communes de moins de 10 000 habitants, une enquête de recensement portant sur toute la population est réalisée tous les cinq ans, les populations de référence des années intermédiaires étant quant à elles estimées par interpolation ou extrapolation. Pour la commune, le premier recensement exhaustif entrant dans le cadre du nouveau dispositif a été réalisé en 2008.
En 2022, la commune comptait 284 habitants, en évolution de −1,05 % par rapport à 2016 (Orne : −3,21 %, France hors Mayotte : +2,11 %).
Saint-Nicolas-des-Bois a compté jusqu'à 555 habitants en 1846, mais les deux communes de Saint-Nicolas-des-Bois et Le Froust, fusionnées en 1821, totalisaient 567 habitants en 1806 (respectivement 395 et 172).
| 1793 | 1800 | 1806 | 1821 | 1836 | 1841 | 1846 | 1851 | 1856 |
| ---- | ---- | ---- | ---- | ---- | ---- | ---- | ---- | ---- |
| 340  | 395  | 387  | 364  | 547  | 544  | 555  | 527  | 543  |

| 1861 | 1866 | 1872 | 1876 | 1881 | 1886 | 1891 | 1896 | 1901 |
| ---- | ---- | ---- | ---- | ---- | ---- | ---- | ---- | ---- |
| 540  | 537  | 515  | 480  | 474  | 431  | 403  | 336  | 334  |

| 1906 | 1911 | 1921 | 1926 | 1931 | 1936 | 1946 | 1954 | 1962 |
| ---- | ---- | ---- | ---- | ---- | ---- | ---- | ---- | ---- |
| 330  | 292  | 270  | 245  | 240  | 221  | 212  | 205  | 218  |

| 1968 | 1975 | 1982 | 1990 | 1999 | 2006 | 2008 | 2013 | 2018 |
| ---- | ---- | ---- | ---- | ---- | ---- | ---- | ---- | ---- |
| 213  | 192  | 207  | 241  | 240  | 252  | 256  | 284  | 283  |

| 2022 | - | - | - | - | - | - | - | - |
| ---- | - | - | - | - | - | - | - | - |
| 284  | - | - | - | - | - | - | - | - |

## Lieux et monuments

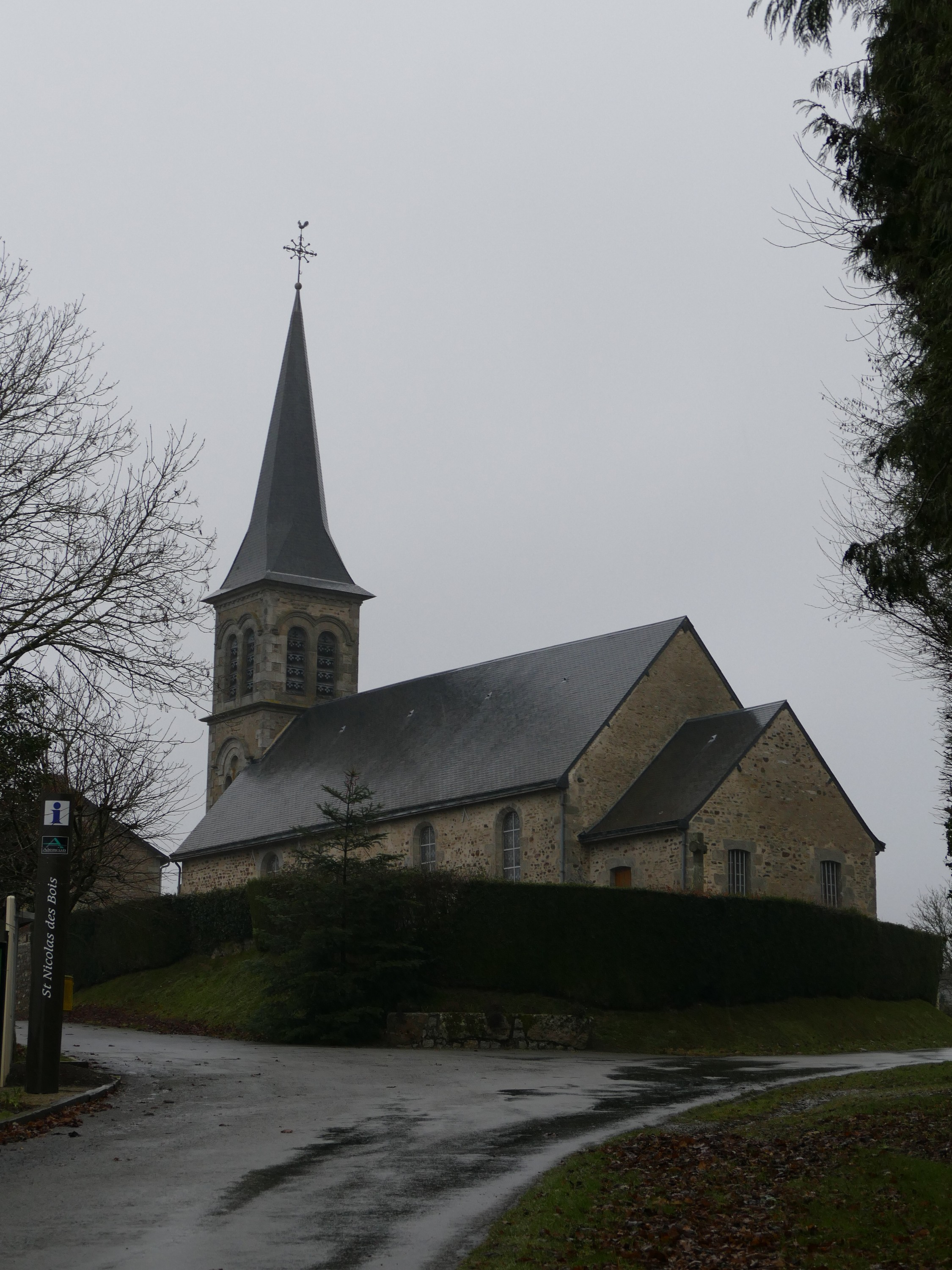
L'église Saint-Nicolas.

- Église Saint-Nicolas.
- Forêt d'Écouves.
- Bornes de la forêt d'Écouves.
- Nécropole nationale des Gateys.

- Rochers du Vignage.

## Activité et manifestations
Le 18 juillet 2010 s'est déroulé sur un circuit sélectif le championnat de Normandie des juniors de cyclisme sur route. Organisé par l'Union cycliste d'Alençon-Damigny, la victoire est revenue à Cédric Delaplace (AS Tourlaville).